# Psychoda ablucens
Psychoda ablucens és una espècie d'insecte dípter pertanyent a la família dels psicòdids.

## Descripció
- La femella fa entre 0,68-1,01 mm de llargària a les antenes (0,84-1,07 en el cas del mascle), mentre que les ales li mesuren 1,12-1,72 de longitud (1,17-1,50 en el mascle) i 0,45-0,67 d'amplada (0,50-0,62 en el mascle).[2]

## Distribució geogràfica
Es troba a Indonèsia: Papua Occidental.